# Hirschbach (Baixa Áustria)
Hirschbach (Baixa Áustria) é um município da Áustria localizado no distrito de Gmünd, no estado de Baixa Áustria.